# Adesmia microcalyx
Adesmia microcalyx es una especie de planta floral del género Adesmia, categorizada en la tribu Dalbergieae, de la familia Fabaceae.

## Distribución
Especie nativa de Chile. Crece en el bioma subtropical.

## Taxonomía
Fue descrita por Phil. y publicada en Anales Univ. Chile 84: 286 (1894).